# Alice Zeppilli
Alice Zeppilli (Mentone, 28 agosto 1885 – Pieve di Cento, 14 settembre 1969) è stata un soprano italiana.
Cantante internazionale attiva dal 1901 al 1930, toccò l'apice della carriera negli Stati Uniti d'America, dove godette di grande popolarità tra il 1906 e il 1914, in particolare nelle città di Chicago, New York e Filadelfia. Fu molto popolare anche a Monte Carlo, dove si esibì spesso dal 1904 al 1919. 

## Biografia
Figlia di Giuseppina Bonfiglio e Nicola Zeppilli (direttore d'orchestra del Grand Théâtre del Casinò di Monte Carlo), fin da giovanissima studiò canto sotto la guida dei più celebri maestri del tempo (Raoul Gunsbourg, Melchiorre Vidal e Elettra Callery-Viviani).
All'età di appena 16 anni, Zepilli fece il suo debutto operistico al Teatro Lirico di Milano il 25 novembre 1901, interpretando il ruolo di Stella nella prima mondiale di Chopin di Giacomo Orefice, replicandolo poi al teatro La Fenice di Venezia nel 1902. L'anno successivo, sempre a Venezia, trionfò come protagonista del Cendrillon di Jules Massenet. Nel 1904 cantò all'Opéra de Monte-Carlo nei panni di Gilda nel Rigoletto di Giuseppe Verdi, al fianco di Enrico Caruso nei panni del Duca di Mantova e di Roger Bourdin nel ruolo di Rigoletto. 
Si perfezionò quindi a Parigi studiando con il soprano Rose Caron ed intraprendendo subito dopo una serie di tournée in varie città d'Europa (Venezia, Bucarest, Atene, Londra, Parigi), a Buenos Aires, in Egitto (dove conobbe il suo futuro marito) e in Messico. A New York viene ingaggiata dall'impresario Oscar Hammerstein per la stagione lirica 1906-1907 del Teatro dell'opera di Manhattan, appena inaugurato, dando così inizio ad una prestigiosa carriera che l'avrebbe condotta, per gli otto anni successivi, nelle più grandi città statunitensi sotto la direzione del maestro Cleofonte Campanini.
Nel 1913 sposò Giuseppe Alberghini (nato a Pieve di Cento), primo violoncello dell'orchestra sinfonica di Chicago. Due anni dopo, quando il marito venne richiamato sotto le armi per lo scoppio della prima guerra mondiale, lo seguì in Italia, dove continuò ad esibirsi nei teatri francesi e italiani (tra cui Milano, Napoli, Parma, Roma e Torino). Durante il periodo bellico il marito conobbe Gabriele D'Annunzio, in quanto suo capitano superiore: nacque così una grande amicizia con i coniugi proseguita anche dopo la guerra, come testimoniato in alcune lettere in cui il poeta chiamava il soprano "il mio Cherubino".

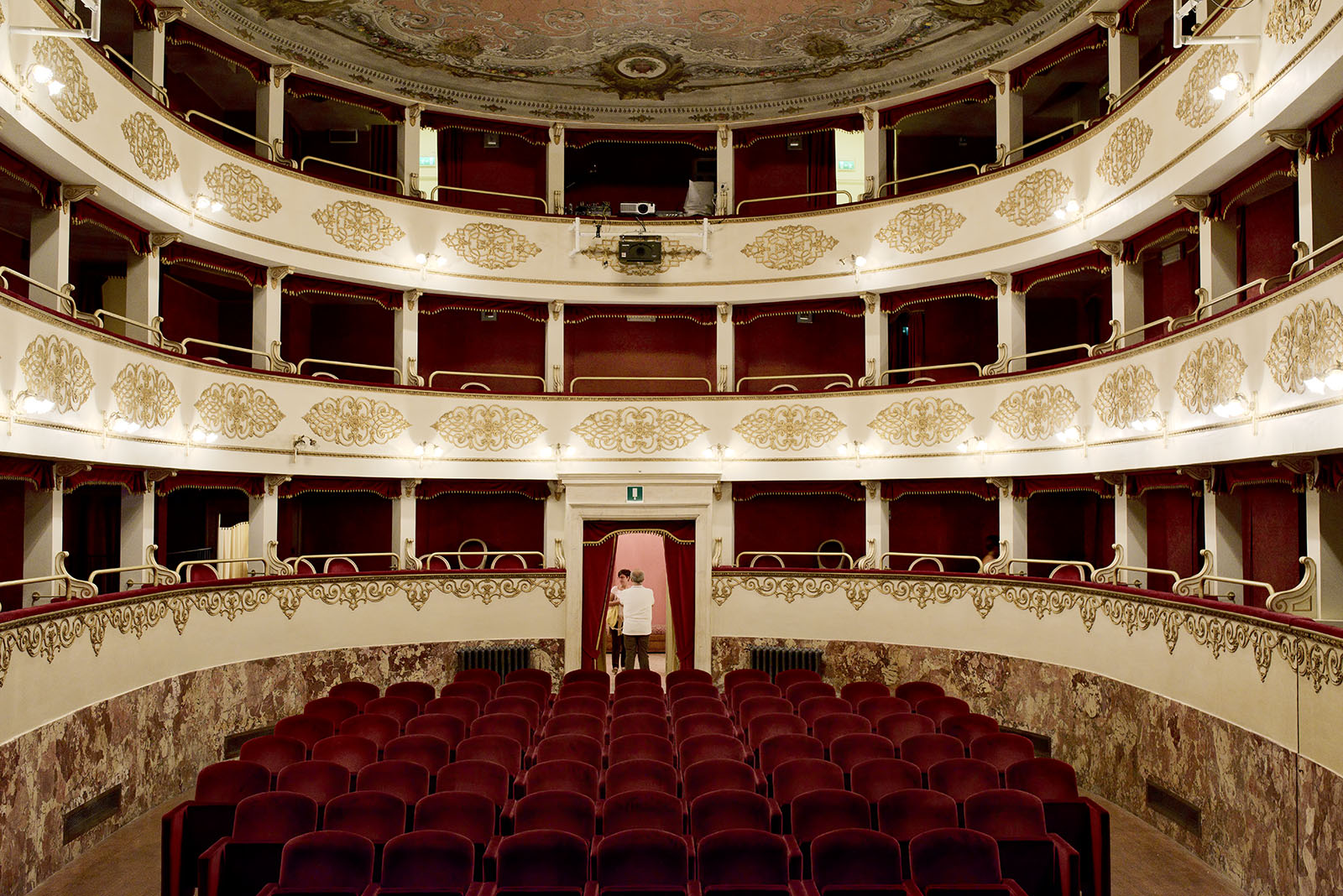
Teatro comunale Alice Zeppilli (Pieve di Cento)

Al termine della Grande Guerra, i coniugi Alberghini ritornarono negli Stati Uniti, stabilendosi a New York sulla 57ª strada; 
Nel 1920 i coniugi Alberghini commissionarono la costruzione di una villa a Pieve di Cento, da utilizzare come residenza estiva. Mentre Giuseppe suonava nelle più importanti orchestre (incluso il Metropolitan), Alice continuò ad esibirsi sino al 1926 accanto ai più celebri artisti della scena lirica dell'epoca, tra cui figurano Enrico Caruso, Maria Callas, Alessandro Bonci, Tito Schipa, Mattia Battistini, Marcel Journet e Beniamino Gigli. In seguito, proseguì il suo impegno artistico dedicandosi all'insegnamento del canto (tra le allive figurano Lily Pons e Doretta Morrow), continuando saltuariamente ad esibirsi a New York in recital, vaudeville e programmi radiofonici fino al 1930.
Alla morte del marito, avvenuta a New York nel 1954, Alice Zeppilli si stabilì definitivamente nella villa estiva di Pieve di Cento, dove poco dopo fu raggiunta dal fratello Pierre.
Morì a Pieve di Cento all'età di 84 anni, lasciando la villa in eredità alla sua domestica Giuseppina Melloni, che nel 2000 donò all'amministrazione comunale tutti i beni del prezioso patrimonio Zeppilli-Alberghini, fra cui un pianoforte americano Benedict degli anni 1920, ritratti, dischi, fotografie che ritraggono la coppia insieme a personaggi famosi, costumi di scena, giornali e riviste dell'epoca, nonché le lettere autografe di Gabriele D'Annunzio. I cimeli sono stati raccolti ed esposti nel Museo della musica allestito nel foyer del teatro comunale di Pieve di Cento.

## Discografia

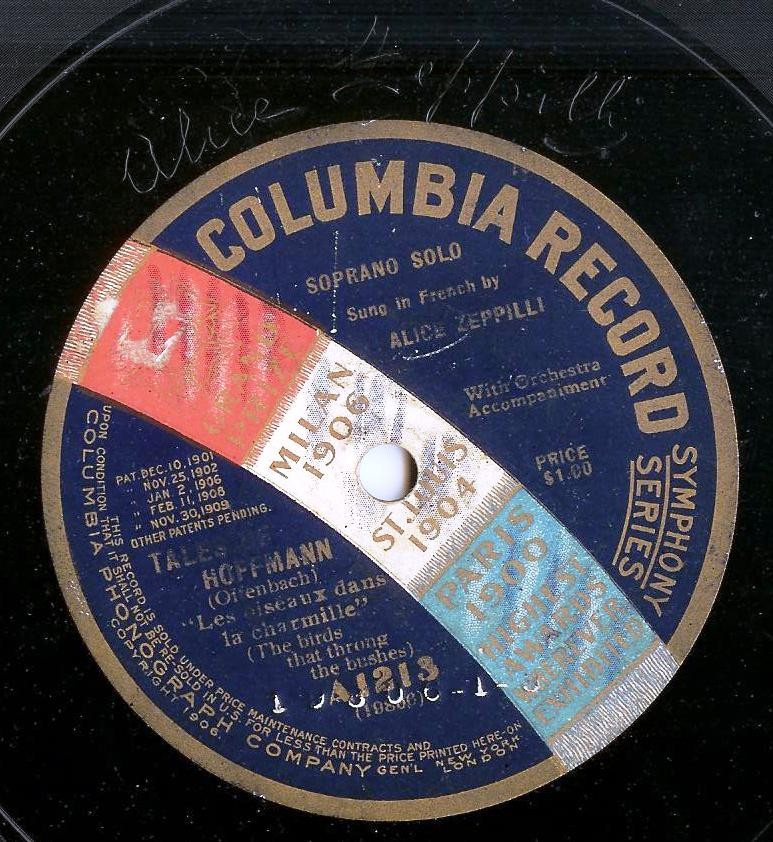
Alice Zeppilli, Les oiseaux dans la charmille (Contes d'Hoffmann, Offenbach) - 1912

La coloritura della sua voce, accompagnata da orchestra, venne registrata il 14 marzo 1912 dalla Columbia Records in un solo disco a 78 giri, in cui interpretò in lingua francese le arie Obeissons quand leur voix appelle (Javotte) tratta dalla Manon di Jules Massenet (lato A) e Les oiseaux dans la charmille (Olympia) tratta da I racconti di Hoffmann di Jacques Offenbach (lato B).
Per la stessa casa discografica  registrò il 30 marzo successivo anche le arie Ciascun lo dice e Convien partir!, tratte da La figlia del reggimento di Gaetano Donizetti, che però non vennero mai pubblicate.
78 giri
- Manon: Gavotte - Obeissons quand leur voix appelle[6]
- Contes d'Hoffmann (Offenbach): Les oiseaux dans la charmille[7]

## Ricordo
In memoria di Alice Zeppilli è dedicato il teatro comunale di Pieve di Cento.
Nei Musei civici di Pieve di Cento è custodito il suo ritratto dipinto dal pittore Remo Fabbri nel 1940 circa.